# Herkules fra Bowery
Herkules fra Bowery (originaltitel Fools Highway) er en amerikansk stumfilm fra 1924 af Irving Cummings.

## Medvirkende
- Mary Philbin som Mamie Rose
- Pat O'Malley som Mike Kildare
- William Collier, Jr. som Max Davidson
- Lincoln Plumer som Mike Flavin
- Ed Brady som Jackie Doodle
- Max Davidson som Levi
- Kate Price som Mrs. Flannigan
- Charles Murray